# Archidendron sessile
Archidendron sessile är en ärtväxtart som först beskrevs av Rudolph Herman Scheffer, och fick sitt nu gällande namn av Jeanine Dewit. Archidendron sessile ingår i släktet Archidendron och familjen ärtväxter. Inga underarter finns listade i Catalogue of Life.